# Okręgowe rozgrywki w piłce nożnej woj. białostockiego (1930)

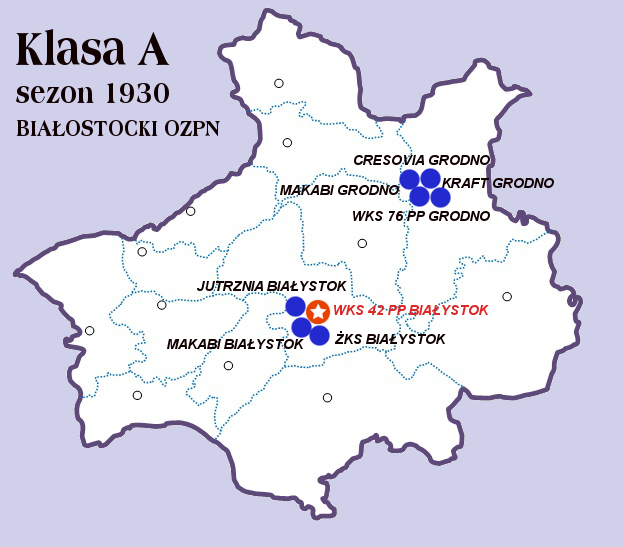
Klasa A Białystok 1930

2. Edycja okręgowych rozgrywek w piłce nożnej województwa białostockiego

Drugi rok po utworzeniu białostockiej klasy A, która w sezonie 1930 liczyła już 8 zespołów. Beniaminkami z klasy B grupy grodzieńskiej była drużyna Kraftu Grodno, z grupy białostockiej Jutrznia Białystok.
Wojskowi w tym sezonie odnieśli swój największy sukces w II RP wywalczając mistrzostwo okręgu oraz grając w eliminacjach o Ligę.
| Centralne | I poziom ligowy   | Liga                                    | Liga                                    | Liga                                    | Liga                                    |
| Okręgowe  | II poziom ligowy  | Klasa A                                 | Klasa A                                 | Klasa A                                 | Klasa A                                 |
| Okręgowe  | III poziom ligowy | Klasa B - gr.I                          | Klasa B - gr.I                          | Klasa B - gr.II                         | Klasa B - gr.II                         |
| Okręgowe  | IV poziom ligowy  | Klasa C (Brak danych co do ilości grup) | Klasa C (Brak danych co do ilości grup) | Klasa C (Brak danych co do ilości grup) | Klasa C (Brak danych co do ilości grup) |

## Klasa A - IV poziom rozgrywkowy
| Lp. | Drużyna                     | M  | Z | R | P | Bramki | Bramki | Różn. | Pkt. | Uwagi         |
| --- | --------------------------- | -- | - | - | - | ------ | ------ | ----- | ---- | ------------- |
| 1   | WKS 42 PP Białystok (M) (B) | 14 |   |   |   |        |        |       |      | Baraże o Ligę |
| 2   | ŻKS Białystok               | 14 |   |   |   |        |        |       |      |               |
| 3   | Kraft Grodno (b)            | 14 |   |   |   |        |        |       |      |               |
| 4   | Makabi Grodno               | 14 |   |   |   |        |        |       |      |               |
| 5   | Makabi Białystok            | 14 |   |   |   |        |        |       |      |               |
| 6   | WKS 76 PP Grodno            | 14 |   |   |   |        |        |       |      |               |
| 7   | Jutrznia Białystok (b)      | 14 |   |   |   |        |        |       |      |               |
| 8   | Cresovia Grodno             | 14 |   |   |   |        |        |       |      |               |

- Kolejność tabeli jest prawidłowa, podana na podstawie prasowego komunikatu BOZPN. Z powodu braku wyników poszczególnych meczów nie udało się skompletować wyników całej tabeli.
- Decyzją władz BOZPN nikt nie spadł do klasy B i żadna drużyna nie awansowała do klasy A.

## Klasa B - III poziom rozgrywkowy
- Decyzją władz BOZPN nikt nie awansował.
- Dwumecz o wejście do klasy A pomiędzy zwycięzcami grup klasy B.

Jutrznia Grodno - ŁKS Łomża 1:0, 5:0. Awans Jutrznia. (nie było awansu - decyzja władz BOZPN)

### Grupa I (białostocka)
| Lp. | Drużyna                | M | Z | R | P | Bramki | Bramki | Różn. | Pkt. | Uwagi |
| --- | ---------------------- | - | - | - | - | ------ | ------ | ----- | ---- | ----- |
| 1   | ŁKS Łomża              | 2 |   |   |   | 6      | 2      | +4    | 3    |       |
| ?   | PKS Sparta Białystok   | 1 |   |   |   | 2      | 10     | -8    | 0    |       |
| ?   | Jutrznia II Białystok  | 5 |   |   |   | 9      | 10     | -1    | 6    |       |
| ?   | WKS 42 PP II Białystok | 1 |   |   |   | 3      | 5      | -2    | 0    |       |
| ?   | ŻKS II Białystok       | 3 |   |   |   | 17     | 7      | +10   | 5    |       |
| ?   | Makabi II Białystok    | 2 |   |   |   | 2      | 6      | -4    | 0    |       |

Mecze:

7-8.06.1930 Jutrznia II Białystok : Makabi II Białystok 3:1
7-8.06.1930 ŻKS II Białystok : WKS 42PP II Białystok 5:3
5.07.1930 ŻKS II Białystok : Sparta Białystok 10:2
6.07.1930 ŻKS II Białystok : Jutrznia II Białystok 2:2
3.08.1930 Jutrznia II Białystok : Makabi II Białystok 3:1
ŁKS Łomża : Jutrznia II Białystok 5:1
Jutrznia II Białystok : ŁKS Łomża 1:1 

### Grupa II (grodzieńska)
| Lp. | Drużyna            | M  | Z | R | P | Bramki | Bramki | Różn. | Pkt. | Uwagi |
| --- | ------------------ | -- | - | - | - | ------ | ------ | ----- | ---- | ----- |
| 1   | Jutrznia Grodno    | 10 |   |   |   |        |        |       |      |       |
| ?   | Makabi Suwałki     | 10 |   |   |   |        |        |       |      |       |
| ?   | Kraft II Grodno    | 10 |   |   |   |        |        |       |      |       |
| ?   | WKS 76PP II Grodno | 10 |   |   |   |        |        |       |      |       |
| ?   | Makabi II Grodno   | 10 |   |   |   |        |        |       |      |       |
| ?   | Cresovia II Grodno | 10 |   |   |   |        |        |       |      |       |

## Klasa C - IV poziom rozgrywkowy
Brak danych dotyczących ilości grup i występujących zespołów.